# The Spirit of Radio: Greatest Hits 1974-1987
The Spirit of Radio: Greatest Hits 1974-1987 è una raccolta della rock band canadese Rush pubblicata nel febbraio del 2003. Il disco è una raccolta delle canzoni più famose del gruppo, dall'omonimo Rush (1974) fino ad Hold Your Fire (1987). A differenza delle precedenti due compilation (Retrospective I e Retrospective II), The Spirit of Radio: Greatest Hits 1974-1987 riuscì ad entrare nella Billboard Top 200, anche grazie al fatto che fu pubblicata poco dopo l'uscita di Vapor Trails e ad una buona campagna pubblicitaria. Il disco fu certificato d'oro dalla RIAA l'8 novembre 2006. Un bonus CD è presente nell'edizione giapponese, in cui sono presenti A Passage to Bangkok da Exit...Stage Left e What You're Doing da All the World's a Stage. È da notare che questa è la quarta raccolta contenente materiale tratto dal periodo in cui il trio aveva un contratto con la Mercury Records; inoltre ci sono molte somiglianze con Chronicles, sia perché la scaletta segue un ordine cronologico, sia per la scelta dei brani.

## Il DVD
Le prime 100 000 copie presentavano un DVD bonus con alcuni filmati tratti dalla raccolta di video Chronicles ed il booklet conteneva i testi di tutte le canzoni del CD.

## Tracce
1. Working Man – 7:11 (da: Rush)
2. Fly By Night – 3:22 (da: Fly by Night)
3. 2112 Overture/The Temples of Syrinx – 6:45 (da: 2112)
4. Closer to the Heart – 2:53 (da: A Farewell to Kings)
5. The Trees – 4:42 (da: Hemispheres)
6. The Spirit of Radio – 4:57 (da: Permanent Waves)
7. Freewill – 5:23 (da: Permanent Waves)
8. Limelight – 4:20 (da: Moving Pictures)
9. Tom Sawyer – 4:33 (da: Moving Pictures)
10. Red Barchetta – 6:10 (da: Moving Pictures)
11. New World Man – 3:43 (da: Signals)
12. Subdivisions – 5:34 (da: Signals)
13. Distant Early Warning – 4:58 (da: Grace Under Pressure)
14. The Big Money – 5:35 (da: Power Windows)
15. Force Ten – 4:32 (da: Hold Your Fire)
16. Time Stand Still – 5:09 (da: Hold Your Fire)

## Filmati DVD
1. Closer to the Heart
2. Tom Sawyer
3. Subdivisions
4. The Big Money
5. Mystic Rhythms

## Formazione
- Geddy Lee    - basso, sintetizzatori, voce
- Alex Lifeson - chitarra elettrica ed acustica, sintetizzatori
- Neil Peart   - batteria, percussioni

### Musicisti addizionali
- John Rutsey  - batteria, percussioni (solo su Working Man)
- Aimee Mann   - voce addizionale (solo su Time Stand Still)

## Classifiche
| Classifica (2003) | Posizione massima |                |
| ----------------- | ----------------- | -------------- |
| Stati Uniti       | 62                | align="center" |